# Chicago Bears 1922
La stagione 1922 dei Chicago Bears è stata la terza della franchigia nella National Football League, che cambiò il suo nome da APFA, e la prima con il nuovo nome, essendo passati da "Staleys" a "Bears". Il cambio di denominazione avvenne per riflettere quello della squadra di baseball di cui condividevano il campo di gioco, i Chicago Cubs (cub significa cucciolo d'orso).
La squadra, campione in carica, non riuscì a ripetere il record di 9–1–1 dell'anno precedente, terminando al secondo posto sul 9–3 sotto la direzione dell'allenatore/giocatore George Halas. Due delle tre sconfitte furono contro i Chicago Cardinals, entrambe in "trasferta" al Comiskey Park dove Cardinals disputavano le gare interne. L'altra sconfitta fu contro i futuri campioni NFL dei Canton Bulldogs. In nessuna delle altre partite i Bears furono seriamente messi in difficoltà. Ed "Dutch" Sternaman guidò i Bears in punti segnati per il terzo anno consecutivo, con 3 touchdown, 6 field goal e 5 extra point. Suo fratello Joe Sternaman si unì alla squadra segnando 5 touchdown e 2 extra point.

## Calendario
| Stagione regolare |                             |           |           |        |
| Turno             | Avversario                  | Risultato | Punteggio | Record |
| 1                 | at Racine Legion            | V         | 6–0       | 1–0    |
| 2                 | at Rock Island Independents | V         | 10–6      | 2–0    |
| 3                 | Rochester Jeffersons        | V         | 7–0       | 3–0    |
| 4                 | Buffalo All-Americans       | V         | 7–0       | 4–0    |
| 5                 | Canton Bulldogs             | S         | 6–7       | 4–1    |
| 6                 | Dayton Triangles            | V         | 9–0       | 5–1    |
| 7                 | Oorang Indians              | V         | 33–6      | 6–1    |
| 8                 | Rock Island Independents    | V         | 3–0       | 7–1    |
| 9                 | Akron Pros                  | V         | 20–10     | 8–1    |
| 10                | at Chicago Cardinals        | S         | 0–6       | 8–2    |
| 11                | Toledo Maroons              | V         | 22–0      | 9–2    |
| 12                | at Chicago Cardinals        | S         | 0–9       | 9–3    |

## Futuri Hall of Famer
- George Halas, end
- Ed Healey, tackle (da Rock Island)
- George Trafton, centro